# 31

## Decese
- dată necunoscută: Velleius  (n. 19 î.Hr.)
- 16 octombrie: Sejanus  (n. 20 î.Hr.)

- Julia Livilla, fiica generalului roman Germanicus (n. 13 î.Hr.)
- Velleius, istoric roman (n. 19 î.Hr.)